# Ланьё (кантон)
Ланьё (фр. Lagnieu) — кантон во Франции, находится в регионе Рона — Альпы, департамент Эн. Входит в состав округа Белле.
Код INSEE кантона — 0117. Всего в кантон Ланьё входят 13 коммун, из них главной коммуной является Ланьё.

## Коммуны кантона
| Коммуна            | Население, чел | Почтовый индекс | Код INSEE |
| ------------------ | -------------- | --------------- | --------- |
| Амбютри            | 586            | 1500            | 01008     |
| Бли                | 692            | 1150            | 01047     |
| Вильбуа            | 954            | 1150            | 01444     |
| Во-ан-Бюже         | 1003           | 1150            | 01431     |
| Ланьё              | 5882           | 1150            | 01202     |
| Лейман             | 922            | 1150            | 01213     |
| Луайет             | 2322           | 1360            | 01224     |
| Сен-Вюльба         | 804            | 1150            | 01390     |
| Сен-Сорлен-ан-Бюже | 939            | 1150            | 01386     |
| Сент-Жюли          | 535            | 1150            | 01366     |
| Со-Брена           | 973            | 1150            | 01396     |
| Суклен             | 221            | 1150            | 01411     |
| Шазе-сюр-Эн        | 1200           | 1150            | 01099     |

## Население
Население кантона на 1999 год составляло 17 033 человека.
| 1962 | 1968   | 1975   | 1982   | 1990   | 1999   | 2006 | 2007 |
| ---- | ------ | ------ | ------ | ------ | ------ | ---- | ---- |
| 8922 | 10 569 | 13 145 | 13 710 | 15 876 | 17 033 | -    | -    |